# Gré Brouwenstijn
Gré Brouwenstijn (Gerda Demphina; Den Helder, 1915 - Amsterdam, 1999) va ser una soprano lirico-dramàtica holandesa que va destacar en rols de Wagner, Verdi i Mozart.
Va estudiar a l'Amsterdam Muzieklyceum, amb Jaap Stroomenbergh, Boris Pelsky i Ruth Horna. Va debutar com la Primera Dama a La flauta màgica de Mozart el 1940. Des del seu debut el 1946 es va integrar a la companyia d'Òpera d'Amsterdam amb gran èxit com a Tosca i Leonore.
Va actuar al Covent Garden, Festival de Glyndebourne, Wiener Staatsoper, el Teatre Colón, París i als Estats Units, especialment Chicago i San Francisco. Va cantar al Festival de Bayreuth com a Elisabeth de Tannhäuser (1954-1956), Sieglinde, Freia, Eva (1956) i Gutrune (1955-1956).
Els seus rols destacats van ser Rezia (Oberon), Donna Anna, Amelia, Aida, Martha, Agathe, Tatyana, Chrysothemis, Leonora, Jenůfa, Iphigénie, Desdemona, Elsa i altres, encara que és Leonora de Fidelio el personatge amb què més se l'associa, el va cantar entre 1949 i el seu retir el 1971.

## Discografia de referència
- D'Albert - Tiefland (Moralt 1957/Hopf, Schöffler, Czerwenka, Waechter, Kmentt)
- Beethoven - Fidelio (Gui 1952/Berdini, Sciutti, Bruscantini, Manxola Serra)
- Puccini - Tosca (Benzi 1969/Maro, Derksen, Bakker)
- Verdi - Un Ballo in Maschera (Molinari-Pradelli 1958 /Zampieri, Colombo, Ratti)
- Verdi -Don Carlos (Carlo Maria Giulini 1958 live/Vickers, Tito Gobbi, Fedora Barbieri, Christoff, Langdon)
- Verdi - Il Trovatore (Cordone 1953 live/van der Zalm, Anny Delorie, Holthaus)
- Wagner - Die Meistersinger von Nürnberg (Cluytens 1956 /Hotter, Windgassen, Schmitt-Walter, Greindl, Stolze, von Milinkovic)
- Wagner - Der Ring des Nibelungen (Knappertsbusch 1956 /Hans Hotter, Ludwig Suthaus, Neidlinger, Windgassen, Astrid Varnay)
- Wagner - Tannhäuser (Keilberth 1954 live/ Ramón Vinay, Wilfert, Dietrich Fischer-Dieskau, Greindl)
- Wagner - Tannhäuser (Rodzinski 1957 live/Liebl, Wilfert, Waechter, Ernster)
- Wagner - Tannhäuser (Herbert von Karajan 1963 live/Beirer, Christa Ludwig, Waechter, Gottlob Frick)
- Wagner - Die Walküre (Leinsdorf 1961/George London, Jon Vickers, Ward, Birgit Nilsson, Rita Gorr)